# 권영자
권영자(權英子, 1937년 3월 3일~)는 대한민국의 기자 출신 정치인이다. 제15대 국회의원을 지냈다. 본관은 예천.

## 학력
- 경북여자고등학교 졸업
- 서울대학교 문리대학 불문과 졸업
- 성신여자대학교 대학원 석사, 사회학 박사학위 취득

## 경력
- 동아일보 문화부 차장
- 한국여성개발원 원장
- 제2정무장관
- 계명대학교 교수
- 한나라당 여성위원장
- 한나라당당무위원
- 한나라당 국가혁신위원회 여성분과위원장
- IPU 한국대표(9회)
- 한나라당 상임고문

## 역대 선거 결과
| 실시년도 | 선거  | 대수 | 직책     | 선거구 | 정당     | 득표수      | 득표율         | 순위       | 당락 | 비고 |
| -------- | ----- | ---- | -------- | ------ | -------- | ----------- | -------------- | ---------- | ---- | ---- |
| 1996년   | 총선  | 15대 | 국회의원 | 전국구 | 신한국당 | 6,783,730표 | \| \| 34.5% \| | 전국구 5번 |      | 초선 |
|          | 34.5% |      |          |        |          |             |                |            |      |      |